# Codorniz
Codorniz – gmina w Hiszpanii, w prowincji Segowia, w Kastylii i León, o powierzchni 64,28 km². W 2011 roku gmina liczyła 384 mieszkańców.